# 胡季爾-布季利夫
48°25′39″N 25°30′45″E / 48.42750°N 25.51250°E
胡季爾-布季利夫（烏克蘭語：Хутір-Будилів），是烏克蘭西部的村莊，隸屬伊萬諾-弗蘭科夫斯克州的科洛梅亞區。該村始建於1944年，面積31.8平方公里，2001年人口1,187，人口密度每平方公里37.3人。